# کوجنت
کوجنت (انگلیسی: Cogent) شرکت مخابرات آمریکایی است، که در سال ۱۹۹۹ تأسیس شد.